# Ferrocarril de Kalka-Shimla
El Ferrocarril de Kalka-Shimla es un ferrocarril de vía estrecha, de 762 mm en el noroeste de la India que realiza un recorrido montañoso desde Kalka a Shimla. Es conocido por las impresionantes vistas de las colinas y pueblos a su alrededor.
El ferrocarril de Kalka-Shimla fue construido para conectar Shimla, la capital de verano de la India durante el Raj británico, con el sistema de ferrocarriles del país. Hoy en día, Shimla en la capital del estado de Himachal Pradesh y Kalka es un pueblo del distrito Panchkula, en el estado de Haryana. Al salir de Kalka, a 656 metros (2152,2 pies) sobre el nivel del mar, el ferrocarril entra al piedemonte e inmediatamente comienza su ascenso.
El 7 de julio de 2008, el Ferrocarril de Kalka-Shimla fue incluido por la Unesco en la lista de Patrimonio de la Humanidad dentro de la denominación Ferrocarriles de montaña de la India.